# Banabil
Banabil – wieś w Syrii, w muhafazie Idlib. W 2004 roku liczyła 542 mieszkańców.